# Kašna Amfitríta (Jičín)
Kašna Amfitríta je klasicistní stavba stojící ve východní části jičínského Valdštejnova náměstí asi dvacet metrů od Mariánského sloupu. Pochází z roku 1835 a jejím autorem je novopacký sochař Jan Sucharda. Na podstavci s chrliči vody v podobě rybích hlav stojí socha Amfitríte.
Jako kulturní památka je evidována v Ústředním seznamu kulturních památek České republiky od 3. května 1958.

## Historie
V dobových písemnostech ze šestnáctého století je zmiňována na jičínském náměstí studna a také jednoduchá kašna, která byla napájena z vodárenské věže. V archivních dokumentech z roku 1642 si lze přečíst, že na náměstí v této době byly dvě kašny. Koncem sedmnáctého století přibyla ještě třetí kašna v dolním rohu náměstí před Harrachovským domem. Kašny zřejmě dřevěné zásobovala vodárna stojící u hráze rybníka Kníže. 
V první polovině devatenáctého století byly položeny základy nového vodního hospodářství města a na náměstí byly navrženy dvě kašny. Na východní straně náměstí to byla kašna se sloupem a sochou Amfitríté a vodními chrliči. Kašnu na západní straně náměstí zdobila socha Neptuna. Obě empírové sochy zhotovil novopacký sochař Jan Sucharda v roce 1835. 
V roce 1880 byly obě kašny přestavěny. Neptunova kašna byla přesunuta blíže ke Korunovační kašně. Podle dobových zápisů již neměla kamenné obložení, ale jen železné kované zábradlí. Přikrývaly ji dřevěné fošny s otvory pro nabírání vody. Neptunova kašna špatně těsnila a proto byla v roce 1894 zrušena. Jičínská firma Knotek postavila na místě zrušené kašny kovový vodní stojan.
Kašna Amfitríta byla používána téměř v nezměněné podobě jako zdroj vody do počátku dvacátého století. Na krátký čas byla její funkce zrušena a byla  osázena květinami. Záhy byla znovu zprovozněna.
Kašna byla opravována v roce 1974, následně v roce 1990. Byl vyměněn přívod vody a proveden nátěr kašny. Střední uměleckoprůmyslová škola sochařská a kamenická, Hořice provedla očištění sochy. V roce 2007 byla zrestaurována nádrž kašny, podstavec i socha. Opraveny byly i technické části pod zemí. V letech 2008–2009 byl zprovozněn vodní oběh kašny včetně restaurování sochy Amphitríte. Další oprava se uskutečnila v roce 2022.

## Popis
Kašna byla vybudována na Valdštejnově náměstí v roce 1835. Na osmibokém podstavci s chrliči vody v podobě rybích hlav byla postavena socha Amfitríte. V roce 1880 byla přemístěna na současné místo. Vana kašny má přibližně čtvercový půdorys. Je ohrazena pískovcovými hranoly. Vrchní hrana je kryta profilovanými deskami. Uprostřed bočních stěn vystupují oválné medailony. Na nepravidelném osmibokém sloupu stojí socha Amfitríta. Asi v polovině sloupu jsou umístěny čtyři chrliče vody mající podobu rybích hlav. Další dva chrliče má Amfitríte u nohou. V pravé ruce drží veslo a levou si přidržuje volné roucho.

## Galerie

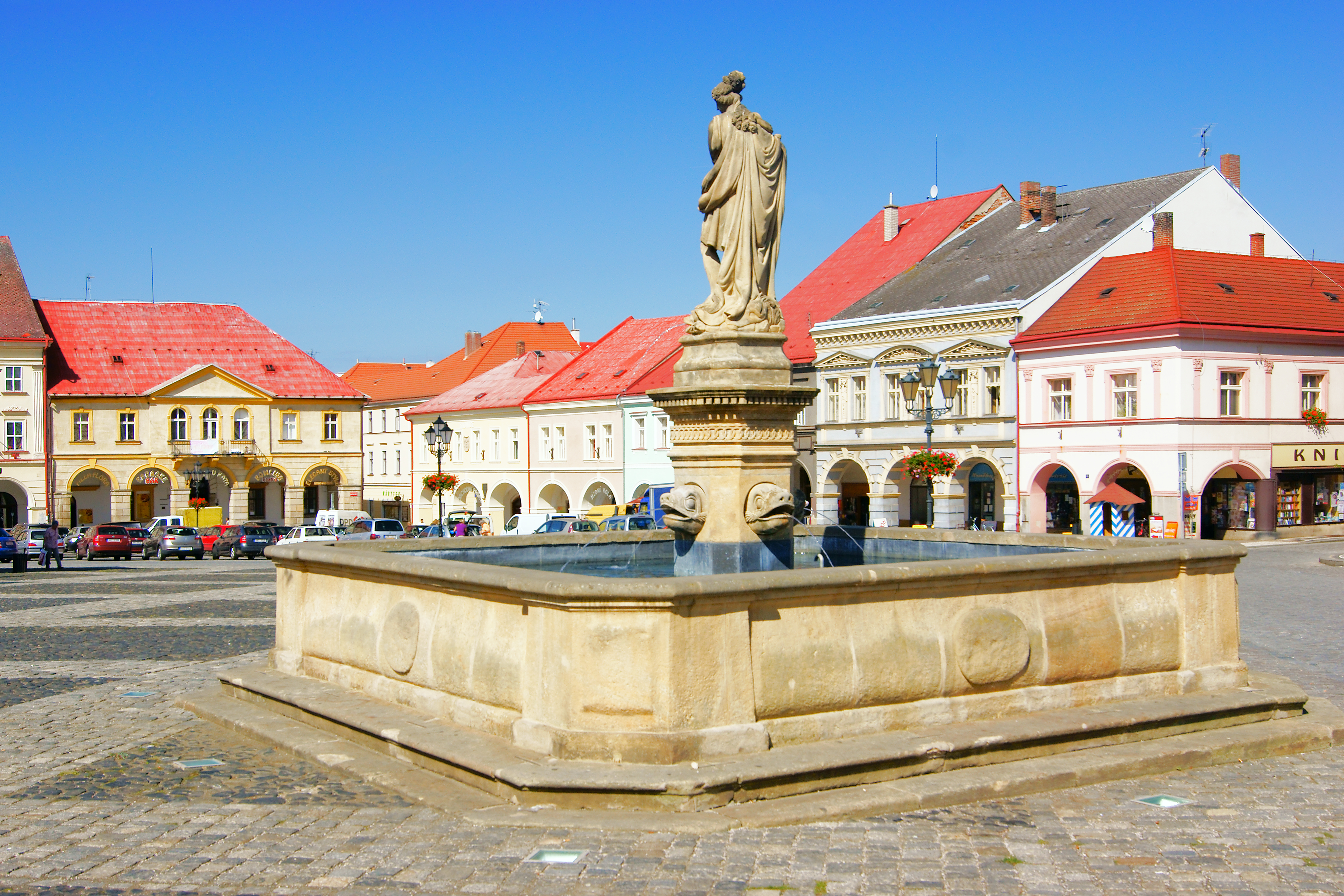
Kašna se sochou Amfitríté
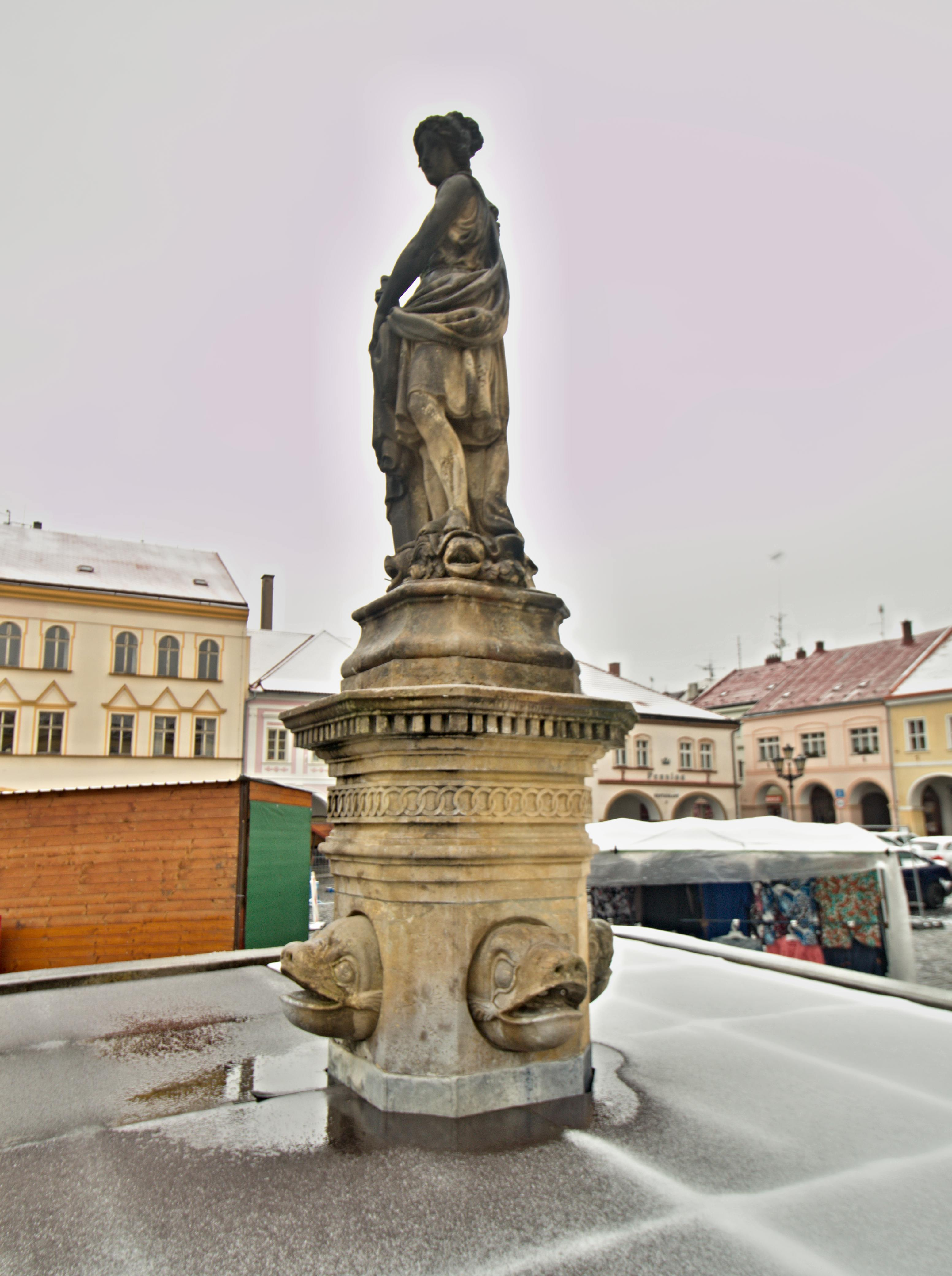
Sloup se sochou
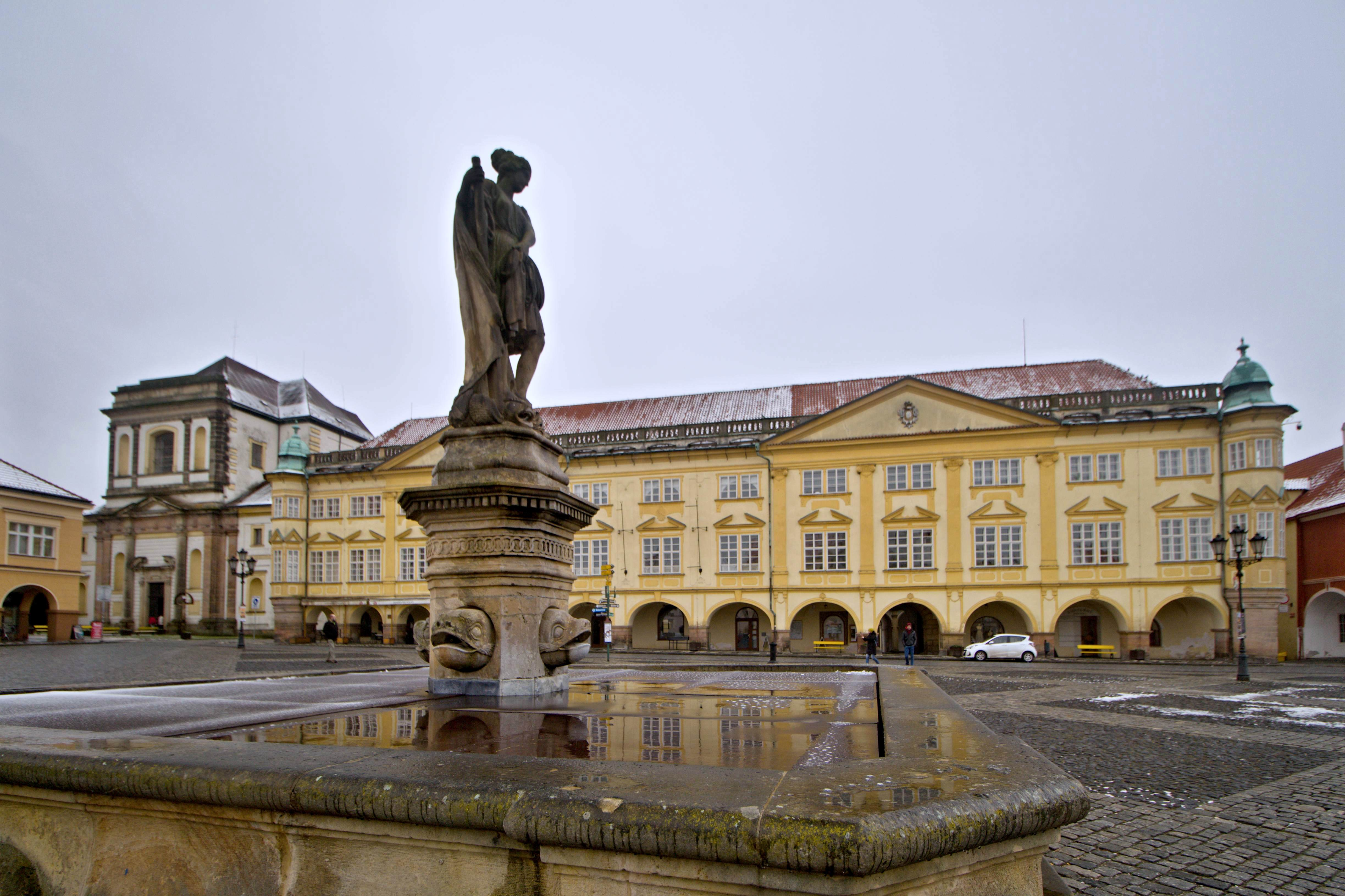
Kašna se zámkem v pozadí
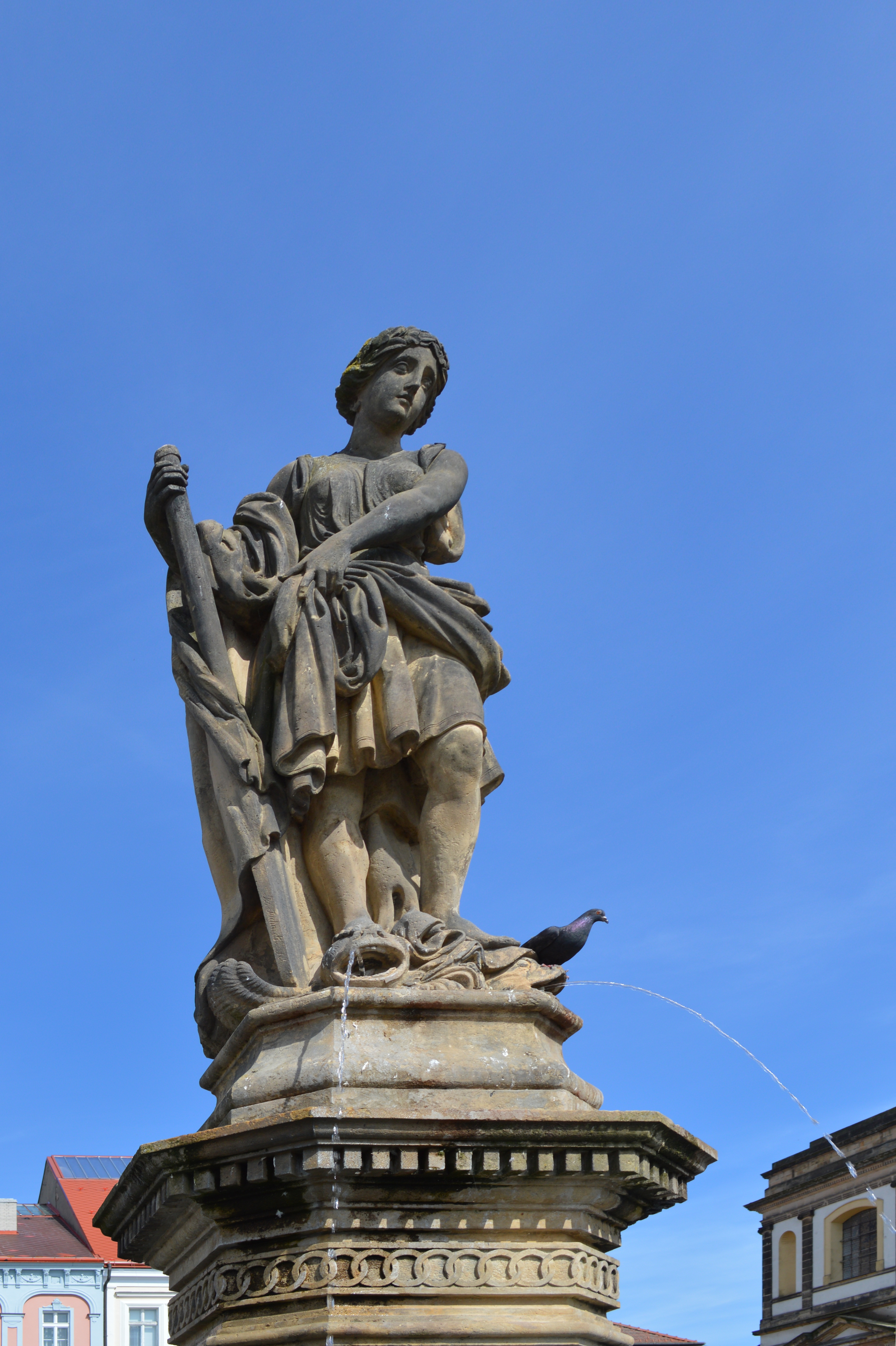
Socha Amfitríta